# Nassima Saifi
Nassima Saifi (in arabo نسيمة صايفي‎?; Mila, 29 ottobre 1988) è un'atleta paralimpica algerina specializzata nel getto del peso e nel lancio del disco e classificata F57 a causa della gamba sinistra amputata a seguito di un incidente stradale nel 1998.

## Biografia
Inizia a praticare l'atletica leggera nel 1999, pochi mesi dopo l'incidente che le fece perdere la gamba sinistra. Nel 2006 ha preso parte alla sua prima grande manifestazione internazionale, i campionati mondiali paralimpici di Assen, dove si classifica quinta nel getto del peso F58 e nel lancio del disco F58.
Nel 2008 raggiunge la decima posizione nel getto del peso F57-58 e il quarto posto nel lancio del disco F57-58 ai Giochi paralimpici estivi, mentre nel 2011 riesce a conquistare il titolo di campionessa mondiale del lancio del disco F57-58 ai campionati paralimpici di Christchurch, dove si classifica anche nona nel lancio del disco F57-58.
nel 2012 è protagonista ai Giochi paralimpici di Londra, dove ottiene la medaglia d'oro nel lancio del disco F57-58 e si classifica settima nel getto del peso F57-58. Ai campionati mondiali paralimpici di Lione 2013 conquista due medaglie: quella di bronzo nel getto del peso F58 e quella d'oro nel lancio del disco F57-58. Due anni dopo torna a calcare le pedane di un campionato mondiale paralimpico, quello di Doha 2015, aggiudicandosi nuovamente la medaglia di bronzo nel getto del peso F57 e quella d'oro nel lancio del disco F57.
Nel 2016 prende parte ai Giochi paralimpici di Rio de Janeiro dove conquista due medaglie d'oro nel getto del peso e lancio del disco F57. Ai campionati mondiali paralimpici di Londra 2017 si diploma campionessa iridata del getto del peso e lancio del disco F57, mentre all'edizione di Dubai 2019 è medaglia d'argento nel getto del peso F57 e medaglia d'oro nel lancio del disco F57.
Nel 2021 partecipa alla sua quarta Paralimpiade a Tokyo conquistando la medaglia d'argento nel lancio del disco F57, mentre si ferma al quinto posto in classifica nel getto del peso F57. Nel 2024, alle Paralimpiadi di Parigi, vince la medaglia d'oro nel lancio del disco F57 (siglando peraltro il nuovo record paralimpico con la misura di 35,55 m) ed il bronzo nel getto del peso F57.

## Palmarès
| Anno | Manifestazione       | Sede           | Evento                  | Risultato | Prestazione | Note               |
| ---- | -------------------- | -------------- | ----------------------- | --------- | ----------- | ------------------ |
| 2006 | Mondiali paralimpici | Assen          | Getto del peso F58      | 5ª        | 7,98 m      |                    |
| 2006 | Mondiali paralimpici | Assen          | Lancio del peso F58     | 5ª        | 28,04 m     |                    |
| 2008 | Giochi paralimpici   | Pechino        | Getto del peso F57-58   | 10ª       | 8,49 m      |                    |
| 2008 | Giochi paralimpici   | Pechino        | Lancio del disco F57-58 | 4ª        | 34,09 m     |                    |
| 2011 | Mondiali paralimpici | Christchurch   | Getto del peso F57-58   | 9ª        | 8,42 m      |                    |
| 2011 | Mondiali paralimpici | Christchurch   | Lancio del disco F57-58 | Oro       | 40,99 m     |                    |
| 2012 | Giochi paralimpici   | Londra         | Getto del peso F57-58   | 7ª        | 9,77 m      |                    |
| 2012 | Giochi paralimpici   | Londra         | Lancio del disco F57-58 | Oro       | 40,34 m     |                    |
| 2013 | Mondiali paralimpici | Lione          | Getto del peso F58      | Bronzo    | 11,18 m     |                    |
| 2013 | Mondiali paralimpici | Lione          | Lancio del disco F57-58 | Oro       | 42,05 m     |                    |
| 2015 | Mondiali paralimpici | Doha           | Getto del peso F57      | Bronzo    | 10,76 m     |                    |
| 2015 | Mondiali paralimpici | Doha           | Lancio del disco F57    | Oro       | 34,31 m     |                    |
| 2016 | Giochi paralimpici   | Rio de Janeiro | Getto del peso F57      | Argento   | 10,77 m     |                    |
| 2016 | Giochi paralimpici   | Rio de Janeiro | Lancio del disco F57    | Oro       | 33,33 m     |                    |
| 2017 | Mondiali paralimpici | Londra         | Getto del peso F57      | Oro       | 10,59 m     |                    |
| 2017 | Mondiali paralimpici | Londra         | Lancio del disco F57    | Oro       | 34,05 m     |                    |
| 2019 | Mondiali paralimpici | Dubai          | Getto del peso F57      | Argento   | 10,32 m     |                    |
| 2019 | Mondiali paralimpici | Dubai          | Lancio del disco F57    | Oro       | 35,76 m     |                    |
| 2021 | Giochi paralimpici   | Tokyo          | Getto del peso F57      | 5ª        | 10,29 m     |                    |
| 2021 | Giochi paralimpici   | Tokyo          | Lancio del disco F57    | Argento   | 30,81 m     |                    |
| 2023 | Mondiali paralimpici | Parigi         | Lancio del disco F57    | Oro       | 34,22 m     |                    |
| 2024 | Mondiali paralimpici | Kōbe           | Getto del peso F57      | Bronzo    | 10,31 m     |                    |
| 2024 | Mondiali paralimpici | Kōbe           | Lancio del disco F57    | Oro       | 33,90 m     |                    |
| 2024 | Giochi paralimpici   | Parigi         | Getto del peso F57      | Bronzo    | 10,74 m     |                    |
| 2024 | Giochi paralimpici   | Parigi         | Lancio del disco F57    | Oro       | 35,55 m     | Record paralimpico |